# Captieux
Captieux je francouzská obec v departementu Gironde v regionu Akvitánie. V roce 2009 zde žilo 1 416 obyvatel. Je centrem kantonu Captieux.